# Rhopalocranaus tuberculatus
Rhopalocranaus tuberculatus is een hooiwagen uit de familie Manaosbiidae.